# Accessible Books Consortium
El Consorcio de Libros Accesibles (ABC) es una alianza público-privada puesta en marcha en 2014 por la Organización Mundial de la Propiedad Intelectual. El ABC se creó con la intención de constituir “una iniciativa, entre otras, para llevar a la práctica los objetivos del Tratado de Marrakech para las personas con discapacidad visual.” La meta del ABC es “aumentar, en todo el mundo, el número de libros en formatos accesibles -por ejemplo, braille, audiolibro, texto electrónico o macrotipos, y ponerlos a disposición de las personas ciegas, con problemas de visión o que, de otra manera, sean personas con dificultad para acceder al texto impreso.”

## Contexto
La Organización Mundial de la Salud estimó en 2018 que, en todo el mundo, hay 253 millones de personas con discapacidad visual, de las cuales más del 90% vive en países en desarrollo y países menos adelantados. La Unión Mundial de Ciegos (UMC) estima que tan solo el 10% de las personas ciegas están en condiciones de asistir a la escuela o de tener un empleo. La UMC estima que menos del 10% del total de material publicado puede ser leído por personas ciegas o con discapacidad visual, y que la falta de libros accesibles constituye una barrera significativa para la educación y para llevar una vida independiente.

## Obra
El Consorcio de Libros Accesibles (ABC) opera a través de tres canales:
1. El Servicio Mundial de Libros del ABC: su plataforma en línea permite el intercambio transfronterizo de libros en formatos accesibles. El Servicio contiene títulos en más de 80 idiomas, siendo el español, el francés y el inglés los que predominan.[8][9]
2. Formación y asistencia técnica: para establecer proyectos en países en desarrollo y países menos adelantados, con miras a “proporcionar formación y financiación para la producción de material en formatos accesibles en idiomas nacionales para los estudiantes con dificultad para acceder al texto impreso.”[10][11]
3. Publicación     accesible: para promover la producción por todas las editoriales de publicaciones     que “nacen accesibles”. Los libros que nacen accesibles pueden ser utilizados tanto por las personas con dificultad para acceder al texto impreso como por personas sin problemas de visión. El ABC alienta la publicación accesible por conducto de la Carta de la Edición Accesible y el Premio internacional del ABC a la excelencia en la edición accesible, que “reconoce el protagonismo y los logros sobresalientes en el fomento de la accesibilidad de las publicaciones digitales”.[12][13]

## Servicio Mundial de Libros del ABC
El Servicio Mundial de Libros del ABC es un servicio sin cargo que lleva a la práctica las disposiciones del Tratado de Marrakech. Permite a las bibliotecas para ciegos participantes, denominadas entidades autorizadas en el Tratado de Marrakech, buscar, pedir e intercambiar libros en formatos digitales accesibles, más allá de las fronteras nacionales. Por medio del Servicio, las entidades autorizadas ubicadas en países que hayan aplicado las disposiciones del Tratado de Marrakech pueden llevar a cabo esos intercambios sin que sean necesarias autorizaciones adicionales de los titulares de los derechos.
Mediante su participación en el Servicio, las entidades autorizadas pueden poner a disposición de sus propios usuarios y usuarias los libros accesibles compartidos por todas las demás entidades autorizadas. Al unir de esa manera sus recursos colectivos, las bibliotecas pueden incrementar considerablemente su selección de libros en macrotipos, sus audiolibros, su material en braille digital y partituras en braille.
En abril de 2021, el ABC puso en marcha una aplicación adicional que permite a las personas ciegas, con discapacidad visual o con otras dificultades para acceder al texto impreso tener acceso directo a la búsqueda y descarga de libros en formatos accesibles del Servicio Mundial de Libros del ABC. Esa nueva aplicación se ofrece a las entidades autorizadas ubicadas en países que hayan ratificado el Tratado de Marrakech y aplicado sus disposiciones.

### Lista de entidades autorizadas que se han adherido al Servicio Mundial de Libros del ABC
| País                             | Organización |
| -------------------------------- | --- |
| Antigua y Barbuda                | The Unit for the Blind and Visually Impaired (UBV) |
| Argentina                        | Asociación Civil Tiflonexos |
| Australia                        | VisAbility |
| Australia                        | Vision Australia (VA) |
| Austria                          | Hörbücherei (HBOE) |
| Bangladés                        | Young Power in Social Action (YPSA) |
| Bélgica                          | Eqla |
| Bélgica                          | Luisterpuntbibliotheek previously known as Flemish Library for Audiobooks and Braille LPB L'CEuvre Nationale des Aveugles (EQLA)                                                                        |
| Bélgica                          | Ligue Braille (LBB) |
| Bután                            | The Muenselling Institute (MI) |
| Bolivia (Plurinational State of) | Instituto Boliviano de la Ceguera (IBC) |
| Brasil                           | Fundação Dorina Nowill para Cegos |
| Bulgaria                         | The National Library for the Blind “Louis Braille 1928” |
| Burkina Faso                     | Union Nationale Des Associations Burkinabé pour la Promotion des Aveugles et Malvoyants (UNABPAM) |
| Canadá                           | BC Libraries Cooperative 2009 |
| Canadá                           | Bibliothèque et Archives Nationales du Québec (BAnQ) |
| Canadá                           | Canadian National Institute for the Blind (CNIB) |
| Canadá                           | Centre for Equitable Library Access (CELA) National Network for Equitable Library Service (NNELS) |
| Chile                            | Biblioteca Central para Ciegos (BCC) |
| Chile                            | Fundación Chile, Música y Braille |
| Colombia                         | Instituto Nacional para Ciegos (INCI) |
| Croacia                          | Croatian Library for the Blind (CLB) |
| Chipre                           | Pancyprian Organization of the Blind |
| República Checa                  | Czech Blind United (SONS) |
| Dinamarca                        | Danish National Library for Persons with Print Disabilities (NOTA) |
| República Dominicana             | Asociación de Ciegos del Cibao de la República Dominicana (ACICIRD) |
| República Dominicana             | Biblioteca Nacional Pedro Henríquez Ureña (BNPHU) |
| República Dominicana             | Fundación Francina Hungría (FFH) |
| Egipto                           | Biblioteca Alexandrina (BA) |
| Estonia                          | The Estonian Library for the Blind (EPR) |
| Finlandia                        | Celia Library (CELIA) |
| Francia                          | Accompagner Promouvoir et Intégrer les Déficients Visuels (previously known as Groupement des Intellectuels Aveugles ou Amblyopes) (apiDV) Association Valentin Haüy (AVH)                              |
| Francia                          | BrailleNet |
| Francia                          | Groupement des Intellectuels Aveugles ou Amblyopes (GIAA) |
| Alemania                         | German Center for Accessible Reading (previously known as German Central Library for the Blind) (DZB) (enlace roto disponible en Internet Archive; véase el historial, la primera versión y la última). |
| Grecia                           | The Hellenic Academic Libraries Link (HEAL-Link) (AMELIB) |
| Guatemala                        | Benemérito Comité Pro Ciegos y Sordos de Guatemala (BCPCSG) |
| Hungría                          | The Hungarian Federation of the Blind and Partially Sighted (MVGYOSZ) |
| Islandia                         | The Icelandic Talking Book Library (HBS) |
| India                            | DAISY Forum of India (DFI) |
| India                            | Chennai Publishing Services |
| Irlanda                          | NCBI Library and Media Center (NCBI) |
| Israel                           | The Central Library for Blind and Reading Impaired People (CLFB) |
| Jamaica                          | Jamaican Society for the Blind (JSB) |
| Japón                            | National Diet Library (NDL) |
| Japón                            | National Association of Institutions of Information Service for Visually Impaired Persons (NAIIV) |
| Kazajistán                       | The Republican Library for the Blind and Visually Impaired Citizens |
| Kenia                            | Kenya Institute for the Blind (KIB) |
| Kirguistán                       | The Library and Information Consortium (AFB) |
| Letonia                          | Latvian Library for the Blind (LNerB) |
| Lituania                         | Lithuanian Library for the Blind (LAB) |
| Malaui                           | University of Malawi, Chancellor College (UOFM) |
| Malasia                          | St. Nicholas’ Home, Penang (SNH) |
| Malta                            | Malta Libraries (ML) |
| México                           | Discapacitados Visuales I.A.P. (DIVIAP) Archivado el 9 de agosto de 2019 en Wayback Machine. |
| República de Moldavia            | National Information and Rehabilitation Center of the "Association of the Blind People of Moldova" |
| Mongolia                         | The Mongolian National Federation of the Blind (MNFB) |
| Mongolia                         | The Braille and Digital Library for Blind, Metropolitan Library of Ulaanbaatar (UBPL) |
| Birmania                         | Myanmar National Association of the Blind (MNAB) |
| Nepal                            | Action on Disability Rights and Development (ADRAD) |
| Países Bajos                     | Bibliotheekservice Passend Lezen (BPL) |
| Países Bajos                     | Dedicon |
| Nueva Zelanda                    | Blind Low Vision NZ previously known as Blind Foundation (BLVNZ) |
| Níger                            | L'Union Nationale des Aveugles du Niger (UNAN) |
| Nigeria                          | Books and Gavel Archivado el 22 de mayo de 2022 en Wayback Machine. |
| Noruega                          | Norwegian Library of Talking Books and Braille (NLB) |
| Pakistán                         | The Pakistan Foundation Fighting Blindness (PFFB) |
| Palestina                        | Palestine Association of Visually Impaired Persons (PAVIP) |
| Polonia                          | Central Library of Labour and Social Security (DZDN) |
| Portugal                         | Biblioteca Nacional de Portugal (BNP) |
| Catar                            | Qatar National Library (QNL) |
| República de Corea               | National Library for the Disabled in Korea (NLD) |
| Rumania                          | Fundația Cartea Călătoare (FCC) |
| República de Moldavia            | National Information and Rehabilitation Center of the "Association of the Blind People of Moldova" |
| Federación Rusa                  | Bashkir Republican Special Library for the Blind named after Makarim Husainovich Tukhvatshin |
| Federación Rusa                  | Russian State Library for the Blind (RGBS) |
| Federación Rusa                  | St. Petersburg Library for the Blind and Visually Impaired (SPB) |
| Saint Lucia                      | St. Lucia Blind Welfare Association (SLBWA) |
| San Vicente y las Granadinas     | The National Public Library of St. Vincent and the Grenadines (NPLSG) |
| Sierra Leone                     | Educational Centre for the Blind and Visually Impaired (ECBVI) |
| Sudáfrica                        | South African Library for the Blind (SALB) |
| España                           | Organización Nacional de Ciegos Españoles (ONCE) |
| Sri Lanka                        | Daisy Lanka Foundation (DLF) Archivado el 6 de julio de 2010 en Wayback Machine. |
| Suecia                           | Swedish Agency for Accessible Media (MTM) |
| Suiza                            | Associazione ciechi e ipovedenti della Svizzera italiana (UNITAS) |
| Suiza                            | Association pour le Bien des Aveugles et malvoyants (ABA) |
| Suiza                            | Bibliothèque Sonore Romande (BSR) |
| Suiza                            | SBS Swiss Library for the Blind, Visually Impaired and Print Disabled (SBS) |
| Tayikistán                       | The National Library of Tajikistan |
| Tailandia                        | National Library for the Blind and Print Disabled, TAB Foundation (TAB) Archivado el 18 de abril de 2022 en Wayback Machine.                                                                            |
| Tailandia                        | The Christian Foundation for the Blind in Thailand (CFBT) |
| Túnez                            | Loisirs et Cultures pour les Non et Malvoyants (IBSAR) |
| Túnez                            | Bibliothèque nationale de Tunisie (BNT) |
| Uganda                           | Uganda National Association of the Blind (UNAB) |
| Ucrania                          | Ostrovskyi Central Specialized Library for the Blind (CLBU) |
| Reino Unido                      | Torch Trust for the Blind (TT) |
| Estados Unidos                   | California State Library, Braille and Talking Book Library (CSL) |
| Estados Unidos                   | The Library of Congress, National Library Service for the Blind and Print Disabled (NLS) |
| Estados Unidos                   | American Printing House for the Blind (APH) |
| Estados Unidos                   | Braille Institute of America (BIA) |
| Uruguay                          | Fundación Braille de Uruguay (FBU) |
| Vietnam                          | Sao Mai Vocational and Assistive Technology Center for the Blind (SMCB) |
| Zimbabue                         | Zimbabwe National League of the Blind (ZNLB) |

## Formación y asistencia técnica
El Consorcio de Libros Accesible proporciona entrenar y asistencia técnica a organizaciones en desarrollo y países menos desarrollados en la producción de libros de formato accesible. Según el ABC: “el ABC modelo para la capacidad que construye objetivos para equipar organizaciones en en desarrollo y menos países desarrollados con la capacidad de producir materiales educativos en lenguas nacionales para ser utilizados por primarios, alumnado secundario y universitario quiénes son impresión  inutilizados.” Esto deja participar organizaciones para convertir textbooks a formatos accesibles, como DAISY, ePUB3, y digital braille. Tal asistencia ha sido proporcionada a las organizaciones que incluyen en Argentina, Bangladés, India, Nepal, Nigeria, Sri Lanka y Túnez.
En febrero de 2021, ABC lanzado un curso on-line que proporciona formación similar en la producción de libros en formatos accesibles, en separar a 'asegurar la continuación de sus programas de asistencia durante el COVID-19 pandemic'.

## Accesible publicando
El Consorcio de Libros Accesible anima la producción de accesible eBooks a través del uso de las características de accesibilidad del EPUB3 estándar.  

### ABC Premio de Excelencia internacional para Accesible Publicando
Palmarés:
| Año  | Categoría de Editor del ganador                                                                | Categoría de Iniciativa del ganador |
| 2022 | Kogan Page (Reino Unido)                                                                       | Mr. Ashoka Bandula Weerawardhana (Sri Lanka) |
| 2021 | Grupo & de Francis del Taylor (Reino Unido)                                                    | Red nacional para Equitable Servicios de Biblioteca (NNELS, Canadá)                                                                                                |
| 2020 | Macmillan Aprendizaje (EE. UU.)                                                                | Fondazione LIA (Italia) |
| 2019 | EDITORIAL 5 (ED5) (Brasil)                                                                     | eKitabu (Kenya) |
| 2018 | Hachette Livre (Francia)                                                                       | DAISY Foro de India (India) |
| 2017 | SAGE Editorial (Reino Unido)                                                                   | Tiflonexos (Argentina) |
| 2016 | Elsevier (Reino Unido)                                                                         | Acción encima Derechos de Incapacidad y Desarrollo (ADRAD) (Nepal) y DK Braille Equipo de Desarrollo del Concepto (parte de Pingüino Casa Aleatoria) (Reino Unido) |
| 2015 | Cambridge Prensa universitaria (Reino Unido) y Young Poder en Acción Social (YPSA) (Bangladés) | Cambridge Prensa universitaria (Reino Unido) y Young Poder en Acción Social (YPSA) (Bangladés)                                                                     |

### ABC Carta para Firmantes Editoriales Accesibles
La Carta de Consorcio de Libros Accesible para Editorial Accesible contiene ocho principios diseñaron para animar los editores están siguiendo buenas prácticas de accesibilidad. Los socios de Consorcio de Libros Accesibles incluyen
| País                     | Organización                                                       | Wikidata |
| ------------------------ | ------------------------------------------------------------------ | -------- |
| Argentina                | Ediciones Godot                                                    |          |
| Argentina                | Ediciones Santillana                                               |          |
| Argentina                | Gerbera Ediciones                                                  |          |
| Australia                | Sydney Prensa Universitaria                                        |          |
| Brasil                   | Associação Religiosa Editora Mundo Cristão                         |          |
| Brasil                   | Brinque-Reservar Editora de Livros Ltda                            |          |
| Brasil                   | Distribuidora Registro de Serviços de Imprensa S.A.                |          |
| Brasil                   | É Realizações, Editora, Livraria e Distribuidora Ltda              |          |
| Brasil                   | Ediouro Publicações Ltda                                           |          |
| Brasil                   | Editora Albanisia Lúcia Dummar Pontes ME                           |          |
| Brasil                   | Editora Arqueiro Ltda                                              |          |
| Brasil                   | Editora Atlas S/Un                                                 |          |
| Brasil                   | Editora Bertrand Brasil Ltda                                       |          |
| Brasil                   | Editora Vendedor mejor Ltda                                        |          |
| Brasil                   | Editora Biruta Ltda                                                |          |
| Brasil                   | Editora Bonifácio Ltda                                             |          |
| Brasil                   | Editora Carambaia EIRELI                                           |          |
| Brasil                   | Editora Casa da Palavra Produção Editorial Ltda                    |          |
| Brasil                   | Editora Claro Enigma Ltda                                          |          |
| Brasil                   | Editora de Livros Cobogó Ltda (Brasil)                             |          |
| Brasil                   | Editora e Produtora Sitio 1 Ltda (Brasil)                          |          |
| Brasil                   | Editora Filocalia Ltda                                             |          |
| Brasil                   | Editora Fontanar Ltda                                              |          |
| Brasil                   | Editora Forense Ltda                                               |          |
| Brasil                   | Editora Gaivota Ltda                                               |          |
| Brasil                   | Editora Globo S.A.                                                 |          |
| Brasil                   | Editora Guanabara Koogan Ltda                                      |          |
| Brasil                   | Editora Intrínseca Ltda                                            |          |
| Brasil                   | Editora Jaguatirica Digital Ltda                                   |          |
| Brasil                   | Editora José Olympio Ltda                                          |          |
| Brasil                   | Editora JPA Ltda                                                   |          |
| Brasil                   | Editora Jurídica da Bahia Ltda                                     |          |
| Brasil                   | Editora Lendo e Aprendendo Ltda ME                                 |          |
| Brasil                   | Editora Manole Ltda                                                |          |
| Brasil                   | Editora Nova Fronteira Participações S/Un                          |          |
| Brasil                   | Editora Original Ltda                                              |          |
| Brasil                   | Editora Paz e Terra Ltda                                           |          |
| Brasil                   | Editora Pequena Zahar Ltda                                         |          |
| Brasil                   | Editora Prumo Ltda                                                 |          |
| Brasil                   | Editora Récord Ltda                                                |          |
| Brasil                   | Editora Reviravolta Ltda                                           |          |
| Brasil                   | Editora Rocco Ltda                                                 |          |
| Brasil                   | Editora Schwarcz S/Un                                              |          |
| Brasil                   | Editorial 5 / ED5                                                  |          |
| Brasil                   | Elsevier Editora Ltda                                              |          |
| Brasil                   | GEN @– Grupo Editorial Nacional Participação S/Un                  |          |
| Brasil                   | GMT Editores Ltda                                                  |          |
| Brasil                   | Imago Editora Importação e Exportação Ltda                         |          |
| Brasil                   | J.E. Solomon Editores Ltda                                         |          |
| Brasil                   | Jorge Zahar Editor Ltda                                            |          |
| Brasil                   | Livraria Advogado Ltda                                             |          |
| Brasil                   | LTC @– Livros Técnicos e Científicos Editora Ltda                  |          |
| Brasil                   | Unión nacional de Editores de Libro                                |          |
| Brasil                   | NC Editora Ltda                                                    |          |
| Brasil                   | Pallas Editora e Distribuidora Ltda                                |          |
| Brasil                   | Petra Editorial Ltda                                               |          |
| Brasil                   | Pinto e Zincone Editora Ltda                                       |          |
| Brasil                   | Publibook Livros e Papéis Ltda                                     |          |
| Brasil                   | Sable e Ler Editorial Ltda                                         |          |
| Brasil                   | Sociedade Literária Edições e Empreendimentos Ltda                 |          |
| Brasil                   | Starlin Alta Editora e Consultoria EIRELI                          |          |
| Brasil                   | Summus Editorial Ltda                                              |          |
| Brasil                   | Verus Editora Ltda                                                 |          |
| Canadá                   | Casa de Anansi Prensa                                              |          |
| Canadá                   | Invisible Publicando                                               |          |
| Canadá                   | J. Gordon Shillingford Editorial                                   |          |
| Canadá                   | Ediciones de firma                                                 |          |
| Canadá                   | Libro*hug Prensa                                                   |          |
| Canadá                   | Cormorant Libros                                                   |          |
| Canadá                   | Guernica Ediciones                                                 |          |
| Canadá                   | ECW Prensa                                                         |          |
| Canadá                   | Studio C1C4                                                        |          |
| Colombia                 | Editorial El Manual Moderno Colombia S.Un.S.                       |          |
| Colombia                 | Santillana Colombia                                                |          |
| Egypt                    | Al-el bálsamo que Publica Casa                                     |          |
| France                   | Hachette Livre                                                     |          |
| France                   | Groupe Editis                                                      |          |
| Georgia                  | Artanuji Publicando                                                |          |
| Georgia                  | Bakur Sulakauri Editorial                                          |          |
| Georgia                  | Intelekti Publicando                                               |          |
| Germany                  | Verlag Barbara Budrich                                             |          |
| India                    | PHI Aprendiendo Privado Limitó                                     |          |
| India                    | Chennai Servicios editoriales                                      |          |
| Italy                    | Edizioni Piemme                                                    |          |
| Italy                    | Giulio Einaudi Editore                                             |          |
| Italy                    | Sperling & Kupfer                                                  |          |
| Japan                    | Descubre 21, Inc.                                                  |          |
| Jordan                   | Al Salwa Editores                                                  |          |
| México                   | Editorial el Manual Moderno, S.A. de C.V.                          |          |
| México                   | Pingüino Casa Aleatoria Grupo Editorial México                     |          |
| México                   | Santillana México                                                  |          |
| México                   | SM México                                                          |          |
| México                   | Editorial Mango Manila                                             |          |
| México                   | Editorial Sélector                                                 |          |
| México                   | Constantine Editores                                               |          |
| Países Bajos             | AMN                                                                |          |
| Países Bajos             | Gottmer Uitgevers Groep                                            |          |
| Países Bajos             | Singel Uitgeverijen                                                |          |
| Países Bajos             | ThiemeMeulenhoff                                                   |          |
| Países Bajos             | Veen Bosch & Keuning Uitgeversgroep B.V.                           |          |
| New Zealand              | Oratia Medios de comunicación                                      |          |
| Nigeria                  | Asociación de Editores nigerianos                                  |          |
| Nigeria                  | Libros y Gavel Archivado el 22 de mayo de 2022 en Wayback Machine. |          |
| Nigeria                  | Rasmed Publicaciones                                               |          |
| Nigeria                  | Evans Brothers Nigeria Publishers Limited                          |          |
| Nigeria                  | West African Book Publishers LTD                                   |          |
| Nigeria                  | Babcock University Press                                           |          |
| Arabia Saudita           | Kadi Y Ramadi                                                      |          |
| South Africa             | Libros de África nueva                                             |          |
| South Africa             | Ingenios Prensa Universitaria                                      |          |
| Spain                    | Planeta de Libros                                                  |          |
| Spain                    | Santillana Educación S.L.                                          |          |
| Tailandia                | Silkworm Libros Ltd                                                |          |
| United Arab Emirates     | Al Fulk Traducción y Publicando                                    |          |
| United Arab Emirates     | Al Fulk Traducción y Editorial (Emiratos árabes Unidos)            |          |
| United Arab Emirates     | Dar Al Aalam Al Arabi Editorial y Distribución                     |          |
| United Arab Emirates     | Hudhud Editorial y Distribución                                    |          |
| United Arab Emirates     | Kalimat Grupo                                                      |          |
| United Arab Emirates     | Sama Publicando, Producción y Distribución                         |          |
| United Arab Emirates     | Wahat Alhekayat Editorial y Distribución                           |          |
| United Arab Emirates     | Waw Publicando                                                     |          |
| United Kingdom           | Bloomsbury Editorial Plc                                           |          |
| United Kingdom           | Bristol Prensa universitaria                                       |          |
| United Kingdom           | Asociación de Dislexia británica                                   |          |
| United Kingdom           | Elsevier                                                           |          |
| United Kingdom           | Kogan Página                                                       |          |
| United Kingdom           | Publicaciones de SALVIA Ltd                                        |          |
| United Kingdom           | HarperCollins Editores                                             |          |
| United Kingdom           | Taylor & Francis Group                                             |          |
| United Kingdom           | Cambridge University Press & Assessment                            |          |
| United States of America | Macmillan Aprendizaje                                              |          |
| WIPO                     |                                                                    |          |

## Consejo consultivo de Consorcio de Libros accesible miembros
El ABC tiene un consejo consultivo qué proporciona pericia técnica, transparencia y comunicación con stakeholders. Sus miembros son:
- Unión africana para el Ciego
- Ciudadanos ciegos de Nueva Zelanda
- DAISY Consorcio
- Dedicon
- eBound Canadá
- Gobierno de Australia

- Foro de Autores internacionales (IAF)
- Consejo internacional para Educación de Personas con Empeoramiento Visual
- Federación internacional de Asociaciones de Biblioteca e Instituciones (IFLA)
- Federación internacional de Organizaciones de Derechos de la Reproducción (IFRRO)
- Asociación de Editores internacionales (IPA)
- Manual Moderno
- Sao Mai Vocacional y Assistive Centro de Tecnología para el Ciego
- Unión Ciega mundial (WBU)
- Organización de Propiedad Intelectual mundial

1. ↑  «Accessible Books Consortium» (en inglés). Accessible Books Consortium. Consultado el 13 de agosto de 2021.
2. ↑  «Accessibility». International Publishers Association (en inglés británico). Consultado el 13 de agosto de 2021.
3. ↑  «Bright days ahead for blind learners». Daily Monitor (en inglés). 10 de enero de 2021. Consultado el 13 de agosto de 2021.
4. ↑  «Accessible Books Consortium». The DAISY Consortium (en inglés estadounidense). Consultado el 13 de agosto de 2021.
5. ↑  «IFLA -- Projects». IFLA. Consultado el 13 de agosto de 2021.
6. ↑  «Handicap et accès à la lecture : lancement d'une bibliothèque numérique adaptée mondiale | Association Valentin Haüy». www.carenews.com (en francés). Consultado el 13 de agosto de 2021.
7. ↑  «Accessible Books Consortium» (en inglés). Accessible Books Consortium. Consultado el 13 de agosto de 2021.
8. ↑  «QNL, WIPO sign pact on cross-border exchange of books». Gulf Times (en árabe). 19 de noviembre de 2019. Consultado el 7 de septiembre de 2021.
9. ↑  «Copyright key to empowerment, asserts International Publishers Association». PrintWeek (en inglés estadounidense). India. Consultado el 7 de septiembre de 2021.
10. ↑  «Capacity Building» (en inglés). Accessible Books Consortium. Consultado el 7 de septiembre de 2021.
11. ↑  «Kalimat Foundation, '1001 Titles' sign MoU». Gulf Today. Consultado el 7 de septiembre de 2021.
12. ↑  «House of Anansi nominated for London Book Fair's accessible books publishing award». Quill and Quire (en inglés). 11 de febrero de 2020. Consultado el 7 de septiembre de 2021.
13. ↑  «Dialogue and Jacaranda vie for LBF International Excellence Awards». The Bookseller. Consultado el 7 de septiembre de 2021.
14. ↑  Saez, Catherine (21 de noviembre de 2016). «Turning Promises Of Marrakesh Treaty For Visually Impaired Into Reality». Intellectual Property Watch (en inglés estadounidense). Consultado el 7 de septiembre de 2021.
15. ↑  «Record number of countries shortlisted for LBF International Excellence Awards 2020». The Bookseller. Consultado el 7 de septiembre de 2021.
16. ↑  Mazumdar, Anandashankar (22 de febrero de 2021). «The Marrakesh Treaty in Action: Exciting Progress in Access to Published Works for the Blind and Print-Disabled Communities». blogs.loc.gov. Consultado el 7 de septiembre de 2021.
17. ↑  Pandit, Ambika (24 de agosto de 2016). «Centre launches 'Sugamya Pustakalaya' an online library for Persons with disabilities». The Times of India (en inglés). Consultado el 7 de septiembre de 2021.
18. ↑  «Qatar National Library and Mada pact promotes accessible dig...». menafn.com. Consultado el 7 de septiembre de 2021.
19. ↑  «Bright days ahead for blind learners». Daily Monitor (en inglés). 10 de enero de 2021. Consultado el 7 de septiembre de 2021.
20. ↑  «New ABC Application Gets Accessible Books Directly to People who are Print-Disabled» (en inglés). Accessible Books Consortium. Consultado el 7 de septiembre de 2021.
21. ↑  «New ABC Application Gets Accessible Books Directly to Print-Disabled People». miragenews.com (en inglés australiano). 13 de abril de 2021. Consultado el 7 de septiembre de 2021.
22. ↑  «Handicap et accès à la lecture : Lancement d'une bibliothèque numérique adaptée mondiale». Association Valentin Haüy. Archivado desde el original el 13 de abril de 2021.
23. ↑  «Report on the Accessible Books Consortium» (en inglés). WIPO. Consultado el 8 de septiembre de 2021.
24. 1 2  «¡1000 libros! - Adaptamos este año con el Proyecto de Libros Escolares!». Tiflonexos. 23 de diciembre de 2019. Consultado el 7 de septiembre de 2021.
25. ↑  «Fed Govt pledges inclusive quality education, employment for the blind». The Nation Nigeria. 22 de octubre de 2019. Archivado desde el original el 24 de octubre de 2019.
26. ↑  Subramaniam, Garimella (26 de mayo de 2017). «For inclusive publishing» (en Indian English). ISSN 0971-751X. Consultado el 7 de septiembre de 2021.
27. ↑  «Making books accessible to all» (en Indian English). 30 de septiembre de 2016. ISSN 0971-751X. Consultado el 7 de septiembre de 2021.
28. ↑  «Vers l'accès facile des déficients visuels à la lecture». Webmanagercenter (en francés). 25 de abril de 2020. Consultado el 7 de septiembre de 2021.
29. ↑  «Providing accessible books and learning materials to blind students». Zero Project (en inglés estadounidense). Consultado el 7 de septiembre de 2021.
30. ↑  «WIPO'S ABC Launches Its First Online Course in Accessible Book Production» (en inglés). Accessible Books Consortium. Consultado el 7 de septiembre de 2021.
31. ↑  «WIPO Will Present the 2021 Accessible Publishing Award at Frankfurter Buchmesse». Publishing Perspectives (en inglés estadounidense). 1 de abril de 2021. Consultado el 7 de septiembre de 2021.
32. ↑  Critchley, Adam (1 de diciembre de 2022). «At Guadalajara, A CANIEM Seminar on Accessible Publishing». Publishing Perspectives (en inglés estadounidense). Consultado el 8 de febrero de 2023.
33. 1 2  «Accessible Books Consortium's 2020 Excellence Awards Given to Macmillan Learning and Fondazione LIA» (en inglés). Accessible Books Consortium. Consultado el 7 de septiembre de 2021.
34. 1 2  «Accessible Books Consortium Announces Winners of 2019 ABC International Excellence Award» (en inglés). Accessible Books Consortium. Consultado el 7 de septiembre de 2021.
35. 1 2  «Accessible Books Consortium Announces Winners of 2018 ABC International Excellence Award» (en inglés). Accessible Books Consortium. Consultado el 7 de septiembre de 2021.
36. 1 2  «Winners Announced for 2017 Accessible Books Consortium International Excellence Award» (en inglés). Accessible Books Consortium. Consultado el 7 de septiembre de 2021.
37. 1 2  «Accessible Books Consortium International Excellence Award 2016: Winners Announced» (en inglés). Accessible Books Consortium. Consultado el 7 de septiembre de 2021.
38. 1 2  «Two Winners Announced for Accessible Books Consortium International Excellence Award» (en inglés). Accessible Books Consortium. Consultado el 7 de septiembre de 2021.
39. ↑  «ABC Charter for Accessible Publishing Signatories» (en inglés). Accessible Books Consortium. Consultado el 13 de agosto de 2021.
40. ↑  «Accessible print for all: Sarah Runcie on the Australian Inclusive Publishing Initiative». Books+Publishing (en inglés australiano). Consultado el 13 de agosto de 2021.
41. ↑  «About Us» (en inglés). Accessible Books Consortium. Consultado el 13 de agosto de 2021.

- Datos: Q108685559
- Multimedia: Accessible Books Consortium / Q108685559